# María Eulalia Osorio de Moscoso y Carvajal
María Eulalia Osorio de Moscoso y Carvajal (París, 9 de junio de 1834-Madrid, 30 de junio de 1892) fue una noble española, XI duquesa de Medina de las Torres y IX marquesa de Monasterio.

## Biografía
Era hija segunda de Vicente Pío Osorio de Moscoso, que le cedió en 1849 los títulos de duquesa de Medina de las Torres en 1849 y de marquesa de Monasterio, y de Luisa Carvajal y Queralt, Dama de la reina, contrajo matrimonio el 4 de agosto de 1849 con su tío Fernando Osorio de Moscoso Fernández de Córdoba. Tuvo por hijos a Fernando, Vicente y Alfonso Osorio de Moscoso y Osorio de Moscoso, de los cuales solo sobrevivió Alfonso, nacido el 25 de marzo de 1857.